# Commelina chamissonis
Commelina chamissonis är en himmelsblomsväxtart som beskrevs av Johann Friedrich Klotzsch och Charles Baron Clarke. Commelina chamissonis ingår i släktet himmelsblommor, och familjen himmelsblomsväxter.
Artens utbredningsområde är Filippinerna. Inga underarter finns listade.